# Pietà (Michelangelo)
Pietà je delo renesančnega kiparja Michelangela Buonarrotija v baziliki sv. Petra v Vatikanu. To je prvo od številnih umetnikovih del iste teme. Kip je bil naročen za francoskega kardinala Jean de Bilhèresa, ki je bil francoski veleposlanik v Rimu. Skulptura iz carrarskega marmorja je bila narejena za kardinalov nagrobni spomenik, vendar so jo v 18. stoletju premaknili na današnjo lokacijo, v prvo kapelo na severni strani za vhodom v baziliko. To je edino delo, ki ga je Michelangelo kdaj podpisal. To je tudi edina znana skulptura, ustvarjena z uglednim imenom iz obdobja renesanse, nameščena v baziliki svetega Petra, ki jo je sprejel kapitelj svetega Petra.
To znamenito umetniško delo prikazuje Jezusovo telo v naročju njegove matere Marije po križanju. Michelangelova interpretacija Pietà je brez primere v italijanskem kiparstvu. Je pomembno delo, saj uravnotežuje renesančne ideale klasične lepote z naturalizmom.
Leta 2019 je bila v Parizu razstavljena majhna terakotna figura, ki je bila identificirana kot model končne skulpture.

## Opis
Struktura je piramidalna, vrh pa sovpada z Marijino glavo. Kip se postopoma širi navzdol po draperiji Marijine obleke, do podnožja, skale Golgote. Figure so precej nesorazmerne, saj je težko upodobiti popolnoma odraslega moškega, ki leži ženski v naročju. Večino Marijinega telesa prikriva njena monumentalna draperija, odnos figur pa se zdi povsem naraven. Michelangelova interpretacija Pietà se je precej razlikovala od tistih, ki so jih prej ustvarjali  umetniki, saj je oblikoval mlado in lepo Marijo in ne starejšo žensko okoli 50 let.
Znaki križa so omejeni na zelo majhne sledi nohtov in oznako rane na Jezusovi strani.
Kristusov obraz ne kaže znakov trpljenja. Michelangelo ni želel, da bi njegova različica Pietà predstavljala smrt, temveč je pokazala »versko vizijo zapuščenosti in spokojnega obraza Sina«, torej predstavitev občestva med človekom in Bogom po posvečenju po Kristusu.
Ko se je Michelangelo odločil ustvariti svojo Pietà, je želel ustvariti delo, ki ga je opisal kot »podobo srca«.

## Marijina mladost
Marija je predstavljena kot zelo mlada za mamo približno 33-letnega sina, kar ni redkost v takratnih upodobitvah Jezusovega trpljenja. Za to so bile predlagane različne razlage. Ena je, da njena mladost simbolizira njeno nepokvarljivo čistost, kot je sam Michelangelo rekel svojemu biografu in kolegu kiparju Ascaniu Condivi:
Ali ne veste, da so čedne ženske bolj sveže kot tiste, ki niso čedne? Koliko več v primeru Device, ki nikoli ni doživela najmanj lascizne želje, ki bi lahko spremenila njeno telo? 
Druga razlaga kaže, da je na Michelangelovo obravnavo te teme vplivala njegova strast do Dantejeve Božanske komedije: tako dobro je bil seznanjen z delom, da je ob odhodu v Bologno plačal gostoljubnost z recitiranjem verzov iz nje. V Paradisu (cantica 33 pesmi) sveti Bernard v molitvi za Devico Marijo pravi Vergine madre, figlia del tuo figlio (deviška mati, hči tvojega sina). To je rečeno, ker bi bil Jezus ena od treh osebnosti Trojice, Marija bi bila njegova hči, a tudi ona ga je rodila.

## Zgodovina po zaključku
Po zaključku je bil prvi dom kipa kapela Santa Petronilla, rimski mavzolej v bližini južnega transepta sv. Petra, ki ga je kardinal izbral za svojo pogrebno kapelo. Kapelo je med obnovo bazilike Bramante pozneje porušil. Po besedah Giorgia Vasarija je Michelangelo kmalu po postavitvi njegove Pietà slišal, da je nekdo pripomnil (ali obiskovalce vprašal o kiparju), da je to delo drugega kiparja, Cristofora Solarija, nakar se je Michelangelo podpisal pod kip. Michelangelo je izklesal MICHAELA [N] GELUS BONAROTUS FLORENTIN [US] FACIEBA [T] (Michelangelo Buonarroti, Florentinec, je to naredil) na traku, ki teče preko Marijinih prsih. Podpis odmeva tistemu, ki sta ga uporabljala starogrška umetnika Apel in Poliklet. To je bilo edino delo, ki ga je kdaj podpisal. Vasari poroča tudi o anekdoti, da je Michelangelo pozneje obžaloval svoj izbruh ponosa in prisegel, da nikoli ne bo podpisal drugega dela svojih rok.
Leta 1964 je Vatikan posodil Pietà Svetovnemu sejmu v New Yorku v letih 1964–1965 za namestitev v vatikanskem paviljonu. Kardinal Frančišek Spellman, ki je za kip zaprosil papeža Janeza XXIII., je za vodjo transportnih skupin Vatikana imenoval Edwarda M. Kinneyja, direktorja nabave in pošiljanja katoliške službe za pomoč - USCC. Kip je bil odpremljen v lesenem zaboju debeline 2,5 palca z 20 cmpodlago, pritrjeno na krov ladje Cristoforo Colombo; v primeru nesreče je zaboj vseboval debelo blazino, da bi lebdel v vodi, imel pa je tudi svetilko za lokacijo v sili in označevalno bojo. Na sejmu so ljudje več ur stali v vrsti, da so stopili na tekoči trak mimo skulpture. Nato so ga vrnili v Vatikan.

### Poškodovanje
Skulptura Pietà je utrpela veliko škodo. Štiri prste na Marijini levi roki, ki so bili zlomljeni med potezo, je leta 1736 obnovil Giuseppe Lirioni, znanstveniki pa so si razdeljeni glede tega, ali si je restavrator dovolil, da je poteza postala bolj "retorična". Največja škoda je nastala 21. maja 1972 (binkoštna nedelja), ko je duševno moten geolog, Avstralec, rojen na Madžarskem, Laszlo Toth, stopil v kapelo in z geološkim kladivom napadel skulpturo, medtem ko je vzkliknil: »Jaz sem Jezus Kristus; vstali od mrtvih!" S 15 udarci je odstranil Marijino roko od komolca, ji odtrgal košček nosu in ji odrezal eno veko. Bob Cassilly, ameriški kipar in umetnik iz St. Louis, Missouri, je bil eden prvih, ki je Totha umaknil od Pietà. »Skočil sem navzgor in fanta prijel za brado. Oba sva padla v množico kričečih Italijanov. To je bil nekakšen prizor«.  Opazovalci so vzeli kakšen kos marmorja, ki je odletel. Kasneje so bili nekateri kosi vrnjeni, mnogi pa niso, vključno z Marijinim nosom, ki so ga morali rekonstruirati iz bloka, izrezanega na njenem hrbtu.
Po napadu je bilo delo skrbno obnovljeno in vrnjeno na svoje mesto v svetem Petru, tik desno od vhoda, med svetimi vrati in oltarjem svetega Sebastijana, zdaj pa je zaščiteno z neprebojno akrilno stekleno ploščo.

## Slikovna zbirka
- Michelangelo
- Michelangelo: Bazilika sv. Petra ponoči
- Kip Pietà
- guba omega (Ω) na Marijini glavi